# デズデモーナ
デズデモーナ（Desdemona）は、ウィリアム・シェイクスピアの戯曲『オセロ』の登場人物。
ヴェニスの元老院議員ブラバンショーの娘で、父の意にさからって主人公オセロと結婚した。しかしオセロの部下イアーゴーの姦計により、もう一人の部下キャシオーとの不貞をオセロに疑われ、夫の手にかかって死ぬ。柳の歌を歌うシーンがもっとも有名である。

## 名前の由来
この登場人物は、シェイクスピアが『オセロ』を書くにあたって下敷きにしたチンティオ (Giovanni Battista Giraldi) の『百話集』に「Disdemona」としてすでに名前が見えている。名前はギリシア語のDysdaimon(δυσ- + δαίμων)すなわち「不運な魂」に由来する。チンティオの話の中でただひとり名前で呼ばれる人物である（他の人物は官職名で呼ばれる）。

## 芸術における表現
デズデーモナは画題としてしばしば出現する。フランスのテオドール・シャセリオーは『オセロ』の銅版画シリーズ（1844年、全15枚）のほか、『オセロ』を題材にした絵を多く描いており、デズデモーナを描いたものも複数ある。

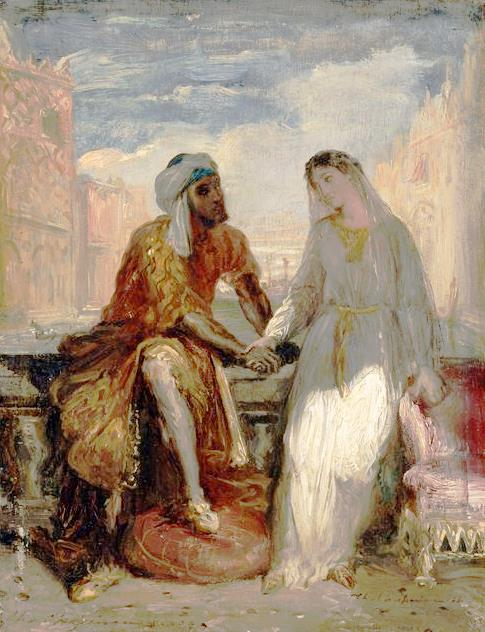
ヴェネツィアのオセロとデズデモーナ （シャセリオー）
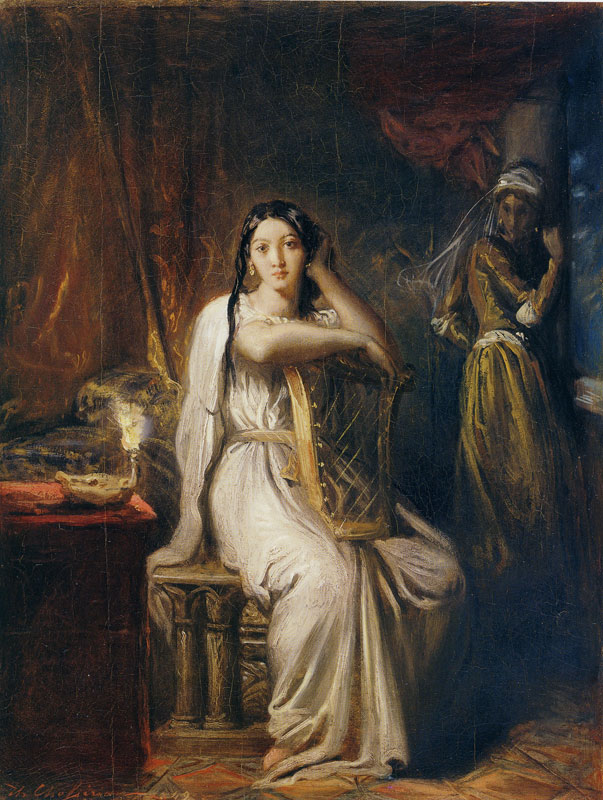
柳の歌を歌うデズデモーナ （シャセリオー）
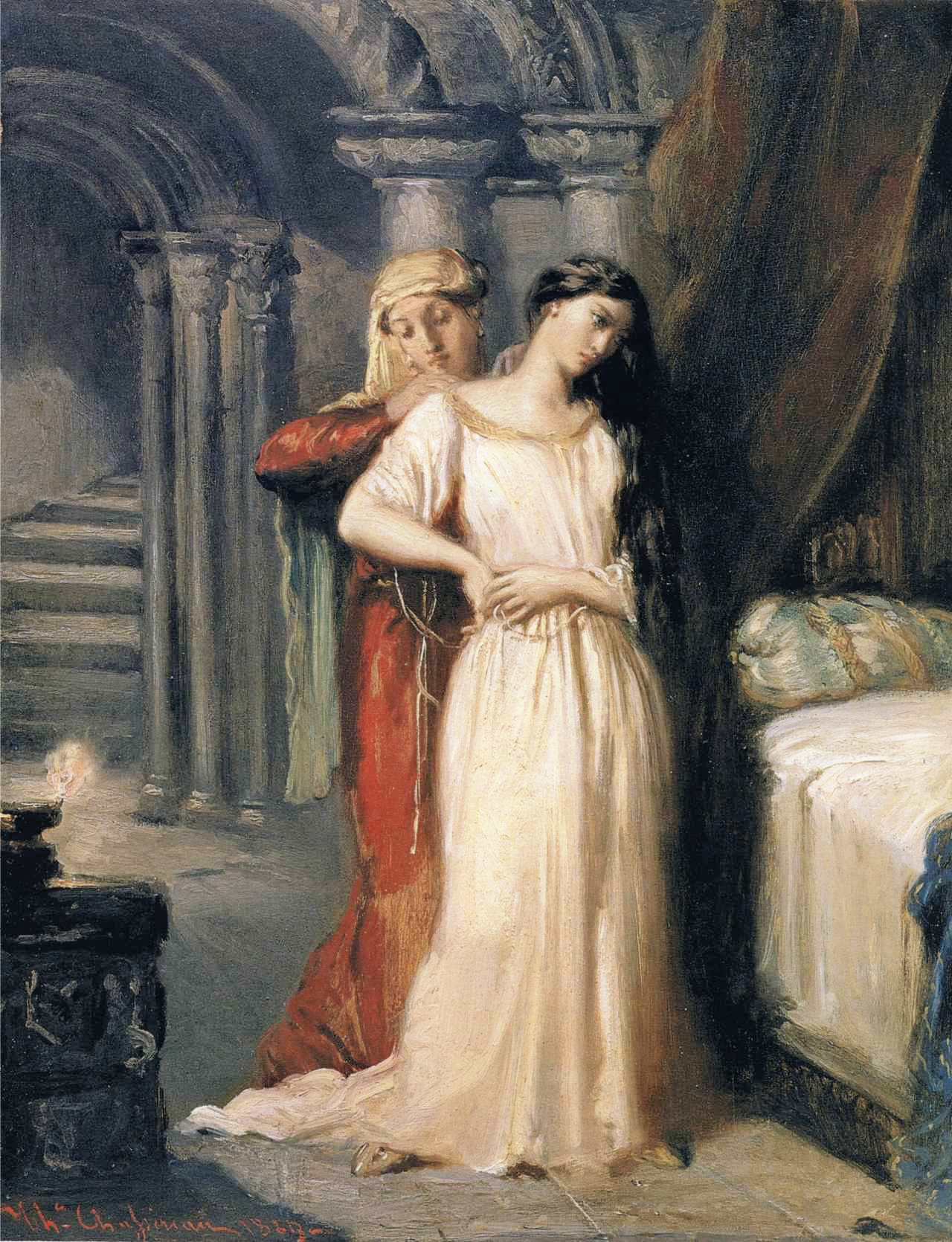
デズデモーナの寝室 （シャセリオー）
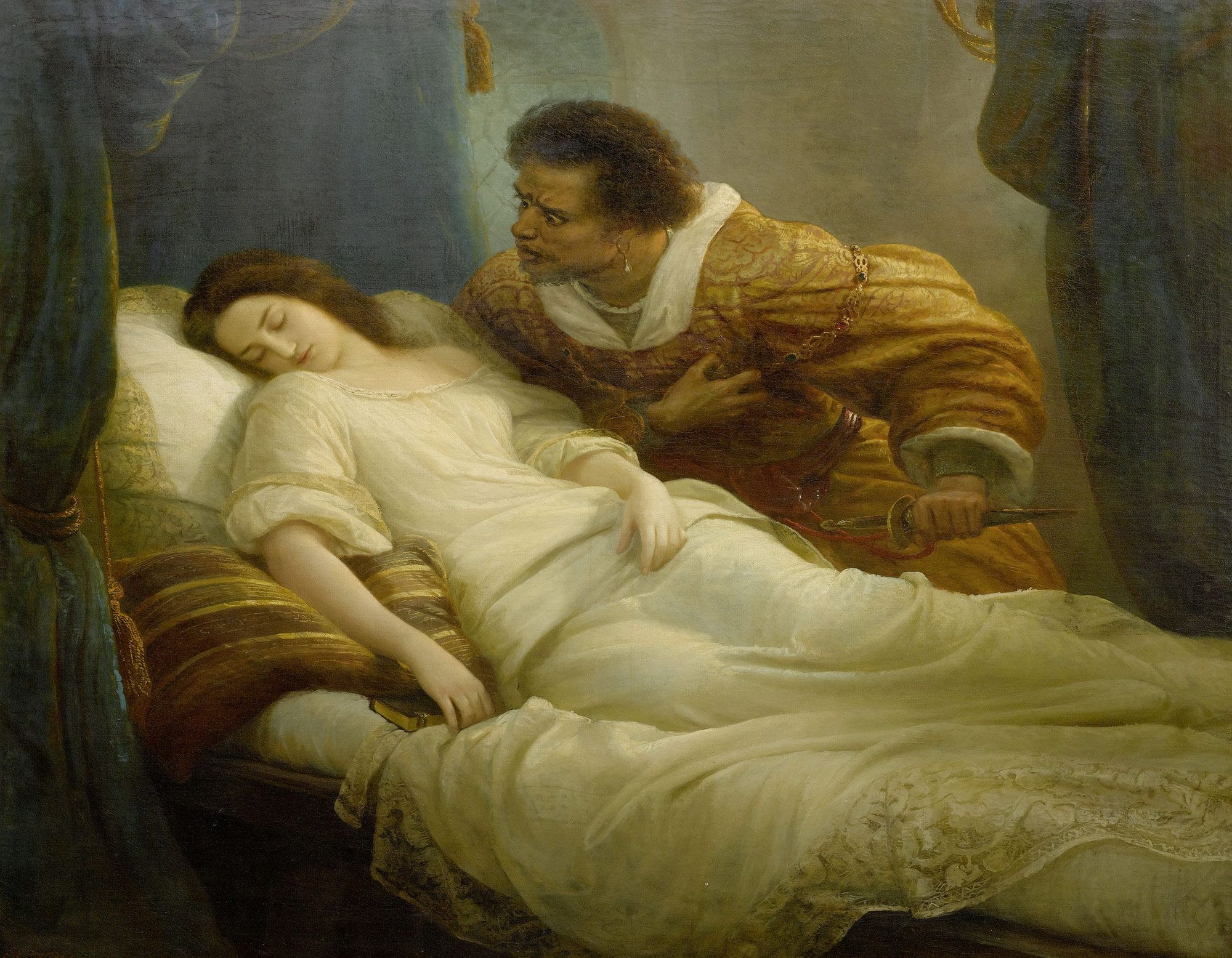
オセロ （クリスティアン・ケーラー）
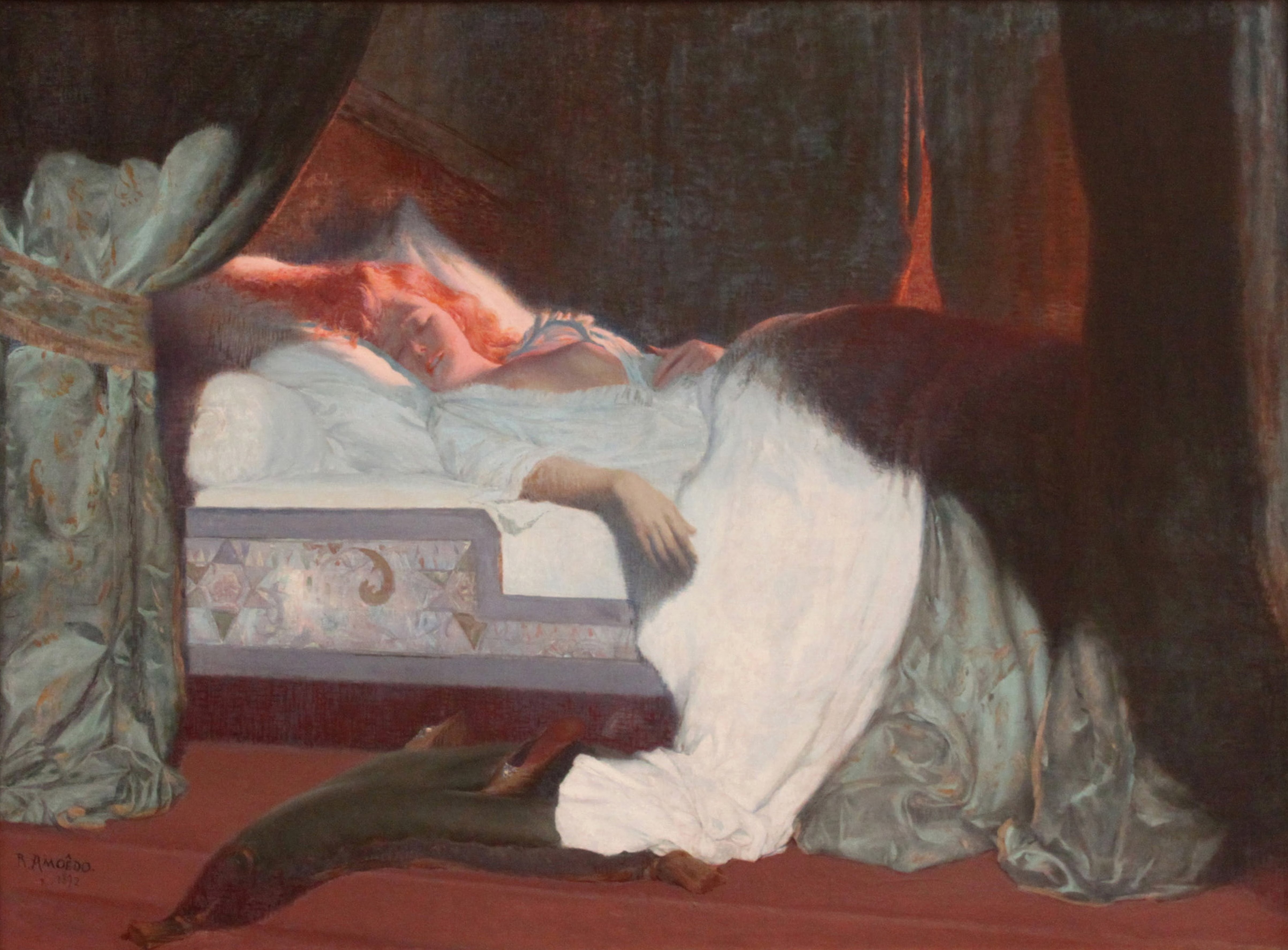
デズデモーナ （ロドルフォ・アモエド）
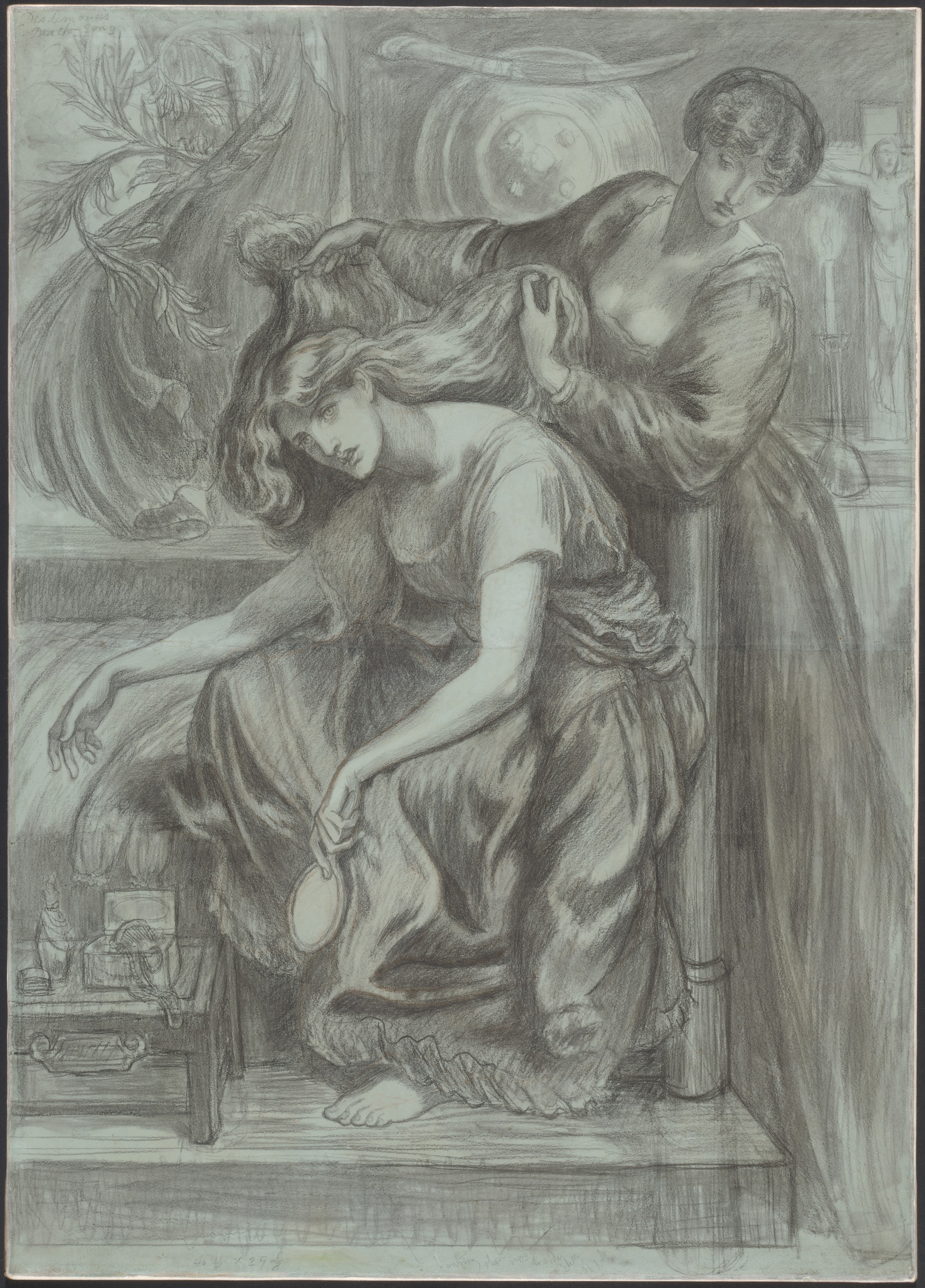
デズデモーナ （ダンテ・ゲイブリエル・ロセッティ）
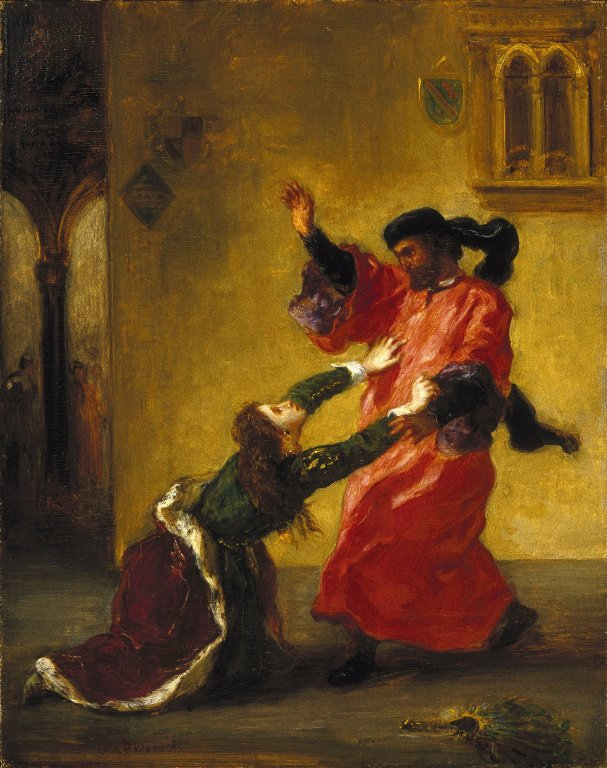
父に呪われるデズデモーナ （ウジェーヌ・ドラクロワ）
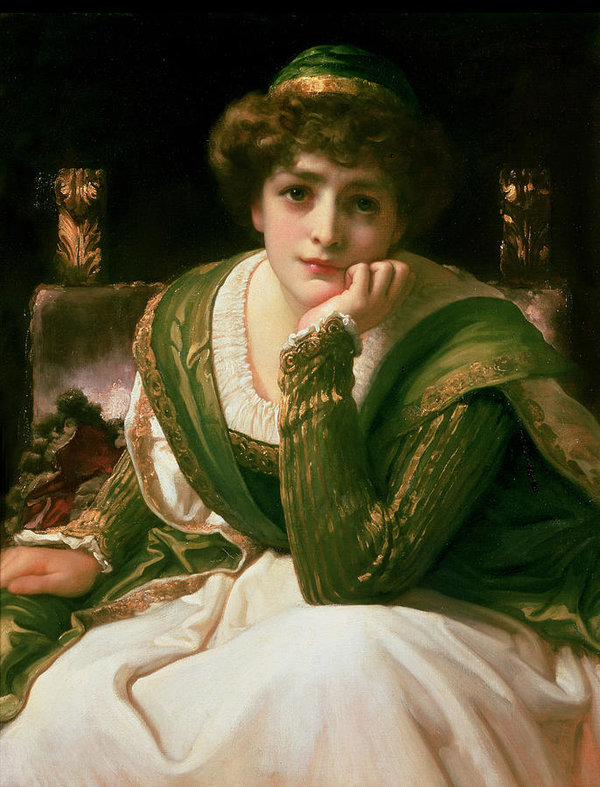
デズデモーナ （フレデリック・レイトン）

## デズデモーナに由来して命名されたもの
- デスデモーナ - 2015年発表のイングリッシュローズ。
- デズデモーナ (衛星) - 天王星の衛星。
- デズデモーナ (小惑星) - 小惑星帯の小惑星。
- デズデモーナ (en)  - アメリカ合衆国テキサス州の町。現在はゴーストタウンになっている。
- デズデモーナ (エンジェルの登場人物) - コミック版『エンジェル』の登場人物。
- ゲラゲモーナ - マリオ&ルイージRPGシリーズのキャラクター。(「ゲラゲラ」＋「デズデモーナ」)